# White Box Enterprise Linux
White Box Enterprise Linux es una distribución Linux gratis alternativa a Red Hat Enterprise Linux, principalmente financiada por la Beauregard Parish Library (Biblioteca de la Parroquia de Beauregard) en Luisiana. White Box apunta a ser 100% compatible con los paquetes binarios de Red Hat Enterprise Linux. Esta distro se deriva del software libre disponible hecho por Red Hat, inc., pero no es producido, mantenido o soportado por Red Hat. Específicamente, este producto es una bifurcación del código de fuente de la versión 3 de Red Hat Linux bajo los términos y condiciones de las licencias libres de software bajo las cuales se distribuye.
No hay actividad en su página web desde 2007, no habiéndose lanzado versiones basadas en RHEL 5.